# Stefano Quattrini
Stefano Quattrini (Roma, 18 ottobre 1959) è un ex calciatore italiano, di ruolo attaccante.

## Caratteristiche tecniche
Giocava come ala o seconda punta con compiti di raccordo.

## Carriera
Cresciuto nella Pistoiese, passa poi in prestito alla Viterbese e quindi alla Massese, con cui realizza 10 reti nel campionato di Serie D 1979-1980. Rientrato a Pistoia, disputa 5 partite nell'avvio del campionato di Serie A 1980-1981: esordisce nella massima serie il 14 settembre 1980 in occasione della sconfitta esterna contro il Torino, prima partita disputata in Serie A nella storia dei toscani.
Nella sessione autunnale del calciomercato viene ceduto al Piacenza in Serie C1, dove fa coppia con Ernestino Ramella realizzando solamente due reti. La sua carriera prosegue tra Serie C e Serie D: si trasferisce in Sicilia, prima al Siracusa e poi al Messina, senza trovare spazio da titolare anche a causa di un grave infortunio ai legamenti del ginocchio che lo condiziona per le due annate. Nel 1983 la Pistoiese lo cede in prestito all'Imperia, in Serie C2; realizza tre reti in un campionato ancora segnato dai postumi dell'infortunio, e fa quindi ritorno ancora alla Pistoiese, che nella stagione successiva lo cede alla Massese, dove ritrova il posto da titolare realizzando 9 reti.
Nel 1985 ridiscende in Serie D, con la maglia del Migliarina di La Spezia, con cui realizza 8 reti in campionato. Dopo una breve comparsata nel Viareggio, dove si trasferisce al seguito dell'ex presidente del Migliarina, chiude nelle serie dilettantistiche con Sanremo '80, Torrelaghese e Ponte a Moriano.